# Fotografia
|  | Aquest article tracta sobre la tècnica. Vegeu-ne altres significats a «Fotografia (document)». |

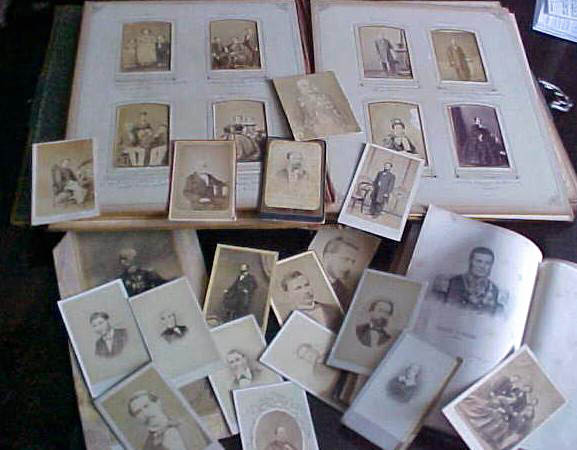
Fotografies

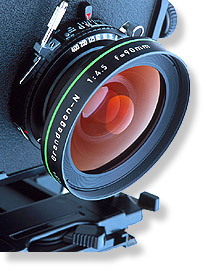
Lent d'una càmera fotogràfica

La fotografia és l'art i la tècnica que permet obtenir i guardar de manera permanent imatges, sobre una superfície de material sensible a la llum o en dispositius d'emmagatzematge de dades, basant-se en el principi de la càmera obscura. En la càmera obscura s'aconsegueix projectar una imatge nítida captada per una lent o un conjunt de lents sobre una superfície. Per emmagatzemar aquesta imatge les càmeres fotogràfiques utilitzaven fins fa uns anys exclusivament les pel·lícules sensibles; en canvi, ara s'empren també sensors digitals.
Cadascuna de les imatges obtingudes per aquest procediment s'anomena, per extensió, fotografia.
La paraula fotografia prové del grec i significa "dibuixar amb la llum" (de photós, llum, i graphe, escriptura).
La fotografia es pot classificar sota la més àmplia denominació de tractament d'imatges i, per aquesta raó ha fascinat tant a científics com a artistes des dels seus inicis. Els científics, sobretot, han aprofitat la seva capacitat per plasmar amb precisió tota mena de circumstàncies i estudis, com els de la locomoció humana i animal d'Eadweard Muybridge (1887).
Els artistes també han estat seduïts per aquests aspectes però han tractat sempre d'anar més enllà de la simple representació foto-mecànica de la realitat.
Els elements imprescindibles per a fer una fotografia són, essencialment, el material sensible, la càmera fotogràfica i el laboratori fotogràfic, que presenten característiques força variables. Les operacions bàsiques que porten a l'obtenció d'una fotografia són, essencialment, la presa de vista (o exposició), i el tractament de la imatge latent enregistrada en el material sensible; la menor o major complexitat d'ambdues operacions depèn dels tipus de material emprat i del resultat que hom vulgui obtenir. Segons que el material sensible emprat permeti l'obtenció d'imatges en color o només en blanc i negre, hom parla de fotografia en color i de fotografia en blanc i negre, respectivament.

## Etimologia
El terme «fotografia» prové del grec φῶς phōs (arrel φωτ- phōt, ‘llum’), i γράφω graf (arrel γράφ-graf, ‘ratllar, dibuixar, escriure’) que, en conjunt, significa ‘escriure/gravar amb la llum’.
Diverses persones poden haver encunyat el mateix terme nou a partir d'aquestes arrels de manera independent. Hèrcules Florence, un pintor i inventor francès que va viure en Campinas, Brasil, va utilitzar la forma francesa de la paraula, fotografia, en notes privades que un historiador brasiler creu que van ser escrites en 1834. Aquesta afirmació està àmpliament difosa, però encara no es reconeix en gran manera a escala internacional. El primer ús de la paraula per l'inventor franc-brasiler es va donar a conèixer àmpliament després de la recerca de Boris Kossoy en 1980.
El periòdic alemany Vossische Zeitung de 25 de febrer de 1839 contenia un article titulat Photographie, en el qual s'examinaven diverses reivindicacions de prioritat, especialment la d'Henry Fox Talbot, en relació amb la reivindicació d'invenció de Daguerre. L'article és la primera aparició coneguda de la paraula en la premsa pública. Estava signat "J.M.", es creu que era l'astrònom berlinès Johann von Maedler. També s'atribueix a l'astrònom John Herschel per haver encunyat la paraula, independentment de Talbot, en 1839. No obstant això, Joan Fontcuberta en el seu llibre El petó de Judes (1997), ha demostrat que Henry Fox Talbot no coneixia el grec prou per a poder entendre que fotografia significa més aviat «escriptura aparent» i que en realitat no significa escriure amb llum, sinó «escriptura de les aparences».
Els inventors Joseph Nicéphore Niépce, Henry Fox Talbot i Louis Daguerre no semblen haver conegut o utilitzat la paraula «fotografia», sinó que es van referir als seus procediments com a «heliografia» (Niépce), «calotip» (Talbot) i «daguerreotip» (Daguerre).

## Història

### Breu cronologia dels antecedents

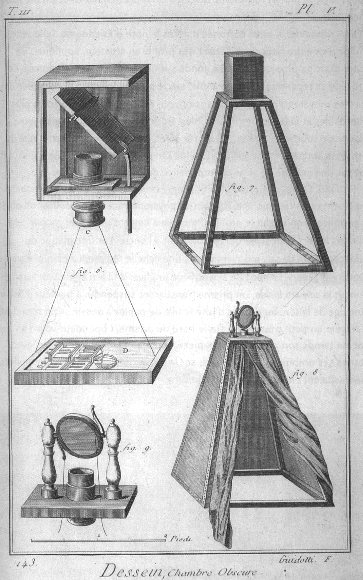
Esquema d'una càmera obscura de 1772 aproximadament

L'antecedent de la creació fotogràfica, és la necessitat de plasmar la realitat a través d'una nova forma de veure el temps, expressat amb l'ajuda de les càmeres i no de l'expressió artística, com ho havia estat fins a la data. Com antecedents de la fotografia se sol anomenar la càmera obscura, a diverses investigacions sobre la reacció de les sals d'argent a la llum, així com a les tècniques artístiques de la figura.
- 1521, la primera publicació sobre la càmera obscura és la de Cesare Cesariano, un alumne de Leonardo da Vinci. D'altra banda Georgius Fabricus experimentava ja amb les sals d'argent, notant algunes de les seves propietats.
- 1558, Giovanni Battista della Porta per les seves publicacions sobre la càmera obscura es va fer popular entre els pintors de l'època. Gerolamo Cardano aporta una lent en l'obertura de la càmera.
- 1600, durant el segle xvii, la càmera obscura que fins a aquest moment era una habitació com a tal es transforma en un instrument portàtil de fusta. Johann Zahn va transformar aquesta caixa en un instrument semblant a l'usat en els principis de la fotografia. Carl Wilhelm Scheele i Jean Senebier van descobrir que les sals d'argent actuaven amb l'acció de la llum.
- 1685, d'acord amb tractats publicats per Zahn la càmera ja estava llesta per a la fotografia, però van haver de passar 130 anys més perquè pogués donar els primers fruits concrets, encara els químics no estaven llests.
- 1777, el suec Carl Wilhelm Scheele publica el seu tractat sobre el clorur d'argent i l'acció de la llum en llatí i alemany, el 1780 en anglès i un any més tard en francès. En l'estil de les pintures d'artistes coneguts d'aquest segle com Canaletto o Jean Auguste Dominique Ingres, sembla evident l'ús d'aquesta poderosa eina, la càmera obscura. El Fisionotraç per fer perfils inventat per Gilles Louis Chretien van despertar en la burgesia francesa l'apetit per la iconografia.
- 1801, pocs anys abans de la seva mort l'anglès Thomas Wedgwood va fer els últims descobriments en els procediments per a capturar imatges, però fins a la seva mort el 1805 no va assolir fer-les permanents.

### Inicis

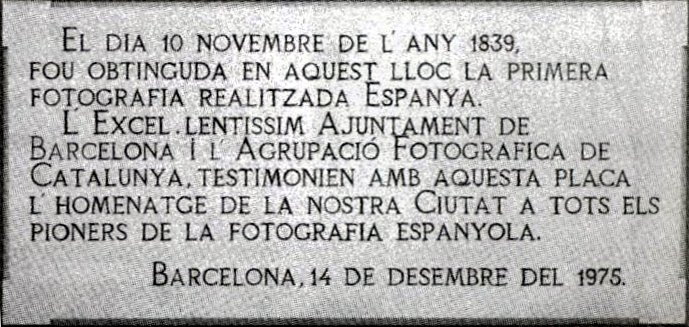
Placa commemorativa de la primera foto feta a Barcelona, el 10 de novembre de 1839.

La història de la fotografia inicia a principis del segle xix, quan el 1816 el científic francès Nicéphore Niepce va obtenir les primeres imatges fotogràfiques, encara que la fotografia més antiga que es conserva és una imatge obtinguda el 1826 amb la utilització d'una càmera obscura i un suport sensibilitzat mitjançant una emulsió química de clorur d'argent. Niepce va començar les seves investigacions, necessitant vuit hores d'exposició a plena llum del dia per a obtenir les seves imatges. El 1839 Louis Daguerre va fer públic el seu procés per a l'obtenció de fotografies basat en l'argent denominat daguerreotip, que resolia alguns problemes tècnics del procediment inicial de Niepce i reduïa els temps necessaris d'exposició (en el mateix any, la paraula «fotografia» va ser inventada per l'astrònom alemany Johann Heinrich von Mädler). El seu procediment resulta ser l'antecessor de l'actual fotografia instantània de Polaroid. Gairebé al mateix temps Hèrcules Florence, Hippolythe Bayard i William Fox Talbot van desenvolupar altres mètodes diferents. El creat per William Fox Talbot es basava en un paper cobert amb clorur d'argent que és molt més proper al de la fotografia d'avui dia, ja que produïa una imatge en negatiu que havia de ser posteriorment positivada tantes vegades com es desitgés. Per aquests temps el daguerreotip era molt més popular, ja que era particularment útil per als retrats, costum comú entre la classe mitjana burgesa de la Revolució Industrial. És un fet que gràcies a l'enorme demanda d'aquests retrats, molt més barats que els pintats, la fotografia va ser impulsada enormement.

### Innovacions tècniques i científiques

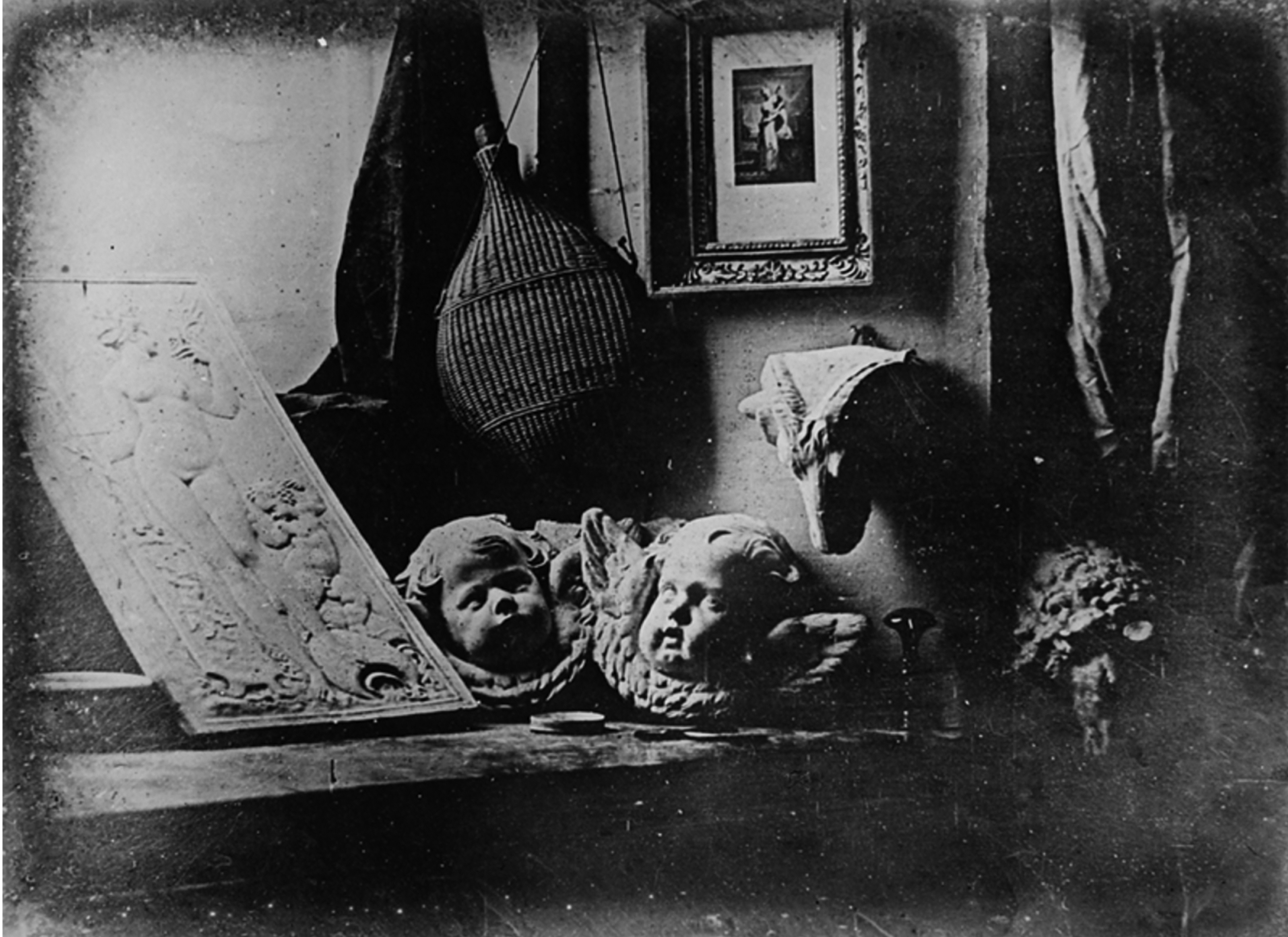
Daguerreotip de 1837.

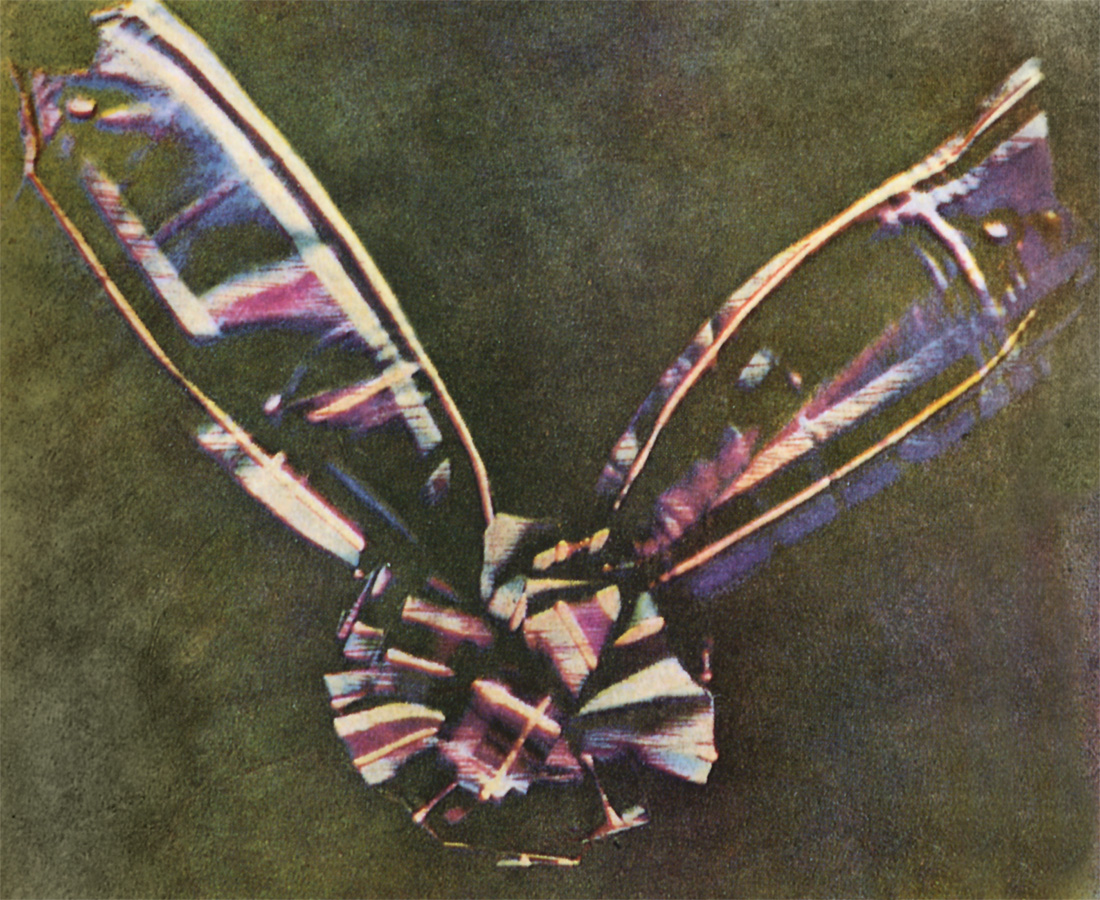
La cinta d'un tartà. Primera fotografia en color. Presa per James Clerk Maxwell realitzant tres fotografies successives cada vegada amb la lent després d'un filtre diferent: vermell, verd i blau. Cadascuna de les tres imatges es projectava sobre la mateixa pantalla amb la llum del color del filtre que s'havia emprat per a prendre-la.

Per a la captació de les imatges es va emprar la càmera obscura que va sofrir constants millores en el seu disseny i grandària, així com en les lents òptiques o objectius utilitzats, a causa de les aportacions de diferents investigadors. D'altra banda, els procediments fotogràfics utilitzats durant el segle xix van ser el daguerreotip, el calotip, el col·lodió humit el gelatinobromur. Aquests dos últims són els que més van evolucionar el coneixement fotogràfic mitjançant una sèrie de millores al Calotip creat per William Fox Talbot.
No han d'oblidar-se les aportacions de George Eastman i la seva empresa Kodak, que ens permeten concloure el camí cap a la instantània fotogràfica. En el camp de les investigacions científiques efectuades amb la utilització de la fotografia han de ressaltar-se els estudis sobre locomoció humana i animal d'Étienne Jules Marey i Eadweard Muybridge.
La fotografia va tenir la seva esplendor comercial a partir de 1888 quan Kodak va treure al mercat una càmera que utilitzava rodets de 100 fotos circulars, i sobretot a causa de la industrialització del procés d'impressió de pel·lícula fotogràfica. Per a l'usuari del carrer, molt poc ha canviat des de llavors, tret que la fotografia en color s'ha imposat com a estàndard, i que les ajudes en l'enfocament i el càlcul automàtic de la velocitat d'exposició i obertura del diafragma són ara habituals. Tal com per als afeccionats de la fotografia en blanc i negre pràcticament no ha canviat res des de la introducció en el mercat de la Leica 35 mm el 1925.

### La fotografia en color
La fotografia en color va ser desenvolupada durant el segle xix. Els experiments inicials no van ser capaços d'aconseguir que els colors es quedessin fixats en la fotografia. La primera fotografia en color va ser obtinguda pel físic James Clerk Maxwell el 1861. No obstant això, la primera pel·lícula fotogràfica en color -Autochrome- no va arribar als mercats fins a 1907. La primera pel·lícula fotogràfica en color moderna, KodaChrome, va ser utilitzada per primera vegada el 1935. Les més modernes, llevat d'aquesta, han estat basades en la tecnologia desenvolupada per Agfacolor el 1936.

### Holografia
L'holografia és una tècnica avançada de fotografia, que consisteix a crear imatges sobre suport pla que per il·lusió òptica semblen ser tridimensionals. Per fer-ho s'utilitza un raig làser que grava microscòpicament una pel·lícula fotosensible. Aquesta, en rebre llum des de la perspectiva adequada, projecta una imatge en tres dimensions. A més, processades i il·luminades de forma adequada, les imatges poden aparèixer sortint-se dels seus límits, enfora o endins del marc, i l'observador, sense necessitat de cap accessori, les pot veure sense discontinuïtats i variant les perspectives depenent de la seva posició.
L'holografia va ser inventada el 1947 pel físic hongarès Dennis Gabor (1900-1979), que per això va rebre el Premi Nobel de Física el 1971. El descobriment va ser un inesperat resultat de la recerca per millorar el microscopi electrònic, en què Gabor va plantejar un problema interessant: quan s'il·lumina una escletxa amb llum d'un sol color, s'obté una figura de franges que permet conèixer la forma i dimensions de l'escletxa. Tenint la informació, què necessitaríem per veure l'escletxa? Gabor va descriure el procés de descodificació de la informació fotografiada: calia trobar la manera de registrar la inclinació dels rajos de llum que arriben a la pel·lícula fotogràfica.
La diferència entre l'holografia i la fotografia s'entén millor si es considera què és, de fet, una fotografia en blanc i negre: una recopilació punt per punt de la intensitat dels rajos de llum que formen una imatge. Cada punt de la fotografia recull només una cosa, la intensitat de l'ona de llum que il·lumina aquell punt particular. En el cas d'una fotografia en color es recull una mica més d'informació (en efecte, la imatge s'emmagatzema tres vegades vista des de tres filtres de color diferents) de forma que a més de la intensitat es fa una reconstrucció de la longitud d'ona de la llum.
Tanmateix, la llum que produeix una escena real no es caracteritza només per la seva amplitud i longitud d'ona, sinó que també hem de tenir en compte la fase. En una fotografia, la fase de la llum provinent de l'objecte es perd. En un holograma, l'amplitud i la fase de la llum (normalment a una determinada longitud d'ona) queden gravades. Quan es reconstrueix la imatge, la llum provinent de l'holograma és idèntica a la que provenia de l'objecte, de forma que obtenim una perfecta imatge tridimensional (encara que normalment és monocromàtic, els hologrames en color són possibles).

### Fotografia digital

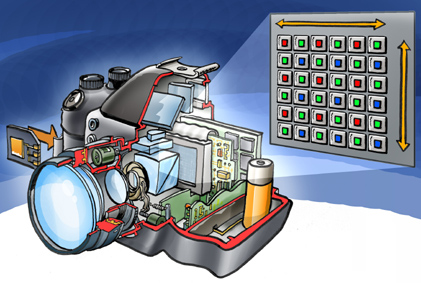
Tall transversal d'una càmera digital que mostra un xip

Els conceptes de digitalitzar imatges en escàners i convertir senyals de vídeo a digital precedeixen al concepte de prendre quadres fixos digitalitzant senyals d'un arranjament d'elements sensors discrets. El 1961 Eugene F. Lally del Jet Propulsion Laboratory va publicar la primera descripció de com produir fotos fixes en un domini digital usant un fotosensor en mosaic. El propòsit era proporcionar informació de navegació als astronautes a bord durant missions espacials. L'arranjament en mosaic registrava periòdicament fotos fixes de les localitzacions d'estrelles i planetes durant el trànsit i quan s'apropava a un planeta, proporcionava informació addicional de distàncies per a l'orbitatge i com a guia per a l'aterratge. El concepte va incloure elements de disseny que presagiaven la primera càmera fotogràfica digital.
Texas Instruments va dissenyar una càmera fotogràfica analògica sense pel·lícula el 1972, però no se sap si va ser finalment construïda. La primera càmera digital registrada va ser desenvolupada per l'empresa Kodak, que va encarregar la construcció d'un prototip a l'enginyer Steven J. Sasson el 12 de desembre de 1975. Aquesta càmera usava els llavors nous sensors CCD desenvolupats per Fairchild Semiconductor el 1973. El seu treball va donar com a fruit una cambra d'aproximadament 4 kg amb la mida d'una torradora i que feia fotos en blanc i negre amb una resolució de 0,01 megapíxels. La càmera fotogràfica registrava les imatges en una cinta de casset i va tardar 23 segons a capturar la seva primera imatge i el mateix temps per recuperar-la, el desembre de 1975. Aquest prototip de càmera fotogràfica era un exercici tècnic, no previst per a la producció.

### Càmera electrònica analògica
Les càmeres fotogràfiques electròniques de mà, en el sentit d'un dispositiu fet per ser portat i utilitzat com una càmera fotogràfica de mà de pel·lícula, van aparèixer en 1981 amb la demostració de Sony Mavica (càmera de vídeo magnètica). Aquest model no ha de ser confós amb les càmeres fotogràfiques més modernes de Sony que també usen el nom de Mavica. Aquesta era una càmera fotogràfica analògica basada en la tecnologia de televisió que gravava en un "disquet de vídeo" d'una polzada x 2. Essencialment era una càmera de vídeo que registrava imatges fixes, 50 per disc en mode de camp i 25 per disc en mode de marc. La qualitat de la imatge era considerada igual a la de televisions de l'època.
Les càmeres fotogràfiques electròniques analògiques semblen no haver assolit el mercat fins a 1986 amb la Canon RC-701. Canon va presentar aquest model en les Olimpíades de 1984, imprimint les imatges en diaris. Diversos factors van retardar l'adopció extensa de càmeres fotogràfiques anàlogues: el cost, la pobra qualitat de la imatge en comparació a la pel·lícula, la manca de les impressores de qualitat. La captura i impressió d'una imatge va requerir originalment l'accés a equip com un framegrabber, que estava per sobre de l'abast del consumidor mitjà. Els discs de vídeo van tenir després diversos dispositius lectors disponibles per veure en una pantalla, però mai no van ser estandarditzats al ritme dels ordinadors.
Els primers a adoptar-les van ser els mitjans periodístics, on el cost va ser superat per la utilitat i la capacitat de transmetre imatges a través de les línies telefòniques. La qualitat pobra de la imatge va ser compensada per la resolució baixa dels gràfics de diari. Aquesta capacitat per transmetre imatges sense recórrer a satèl·lits fou molt útil durant les protestes de Tiananmen de 1989 i la primera guerra del Golf el 1991.
La primera càmera fotogràfica analògica per a venda als consumidors va poder haver estat la Canon RC-250 Xapshot el 1988. Una càmera fotogràfica analògica notable produïda el mateix any era el Nikon QV-1000 C, que va vendre aproximadament 100 unitats i registrava imatges en escales de grisos, i la qualitat d'impressió en diari era igual a les càmeres fotogràfiques de pel·lícula. En aspecte s'assemblava a una càmera fotogràfica digital moderna rèflex.

## Càmera digital
La primera càmera fotogràfica digital verdadera que enregistrava imatges en un arxiu d'ordinador va ser probablement el model DS-DS-1P de Fuji, el 1988, que enregistrava en una targeta de memòria interna de 16 MB i utilitzava una bateria per mantenir les dades en la memòria. Aquesta càmera fotogràfica mai no va ser posada en venda als Estats Units. La primera càmera fotogràfica digital disponible al mercat va ser la Dycam Model 1, el 1991, que també va ser venuda amb el nom de Logitech Fotoman. Usava un sensor CCD, gravava digitalment les imatges, i disposava d'un cable de connexió per a descàrrega directa a l'ordinador.
El 1991, Kodak va llançar al mercat el seu model DCS-100, el primer d'una llarga línia de càmeres fotogràfiques professionals SLR de Kodak que van ser basades, en part, en càmeres per a pel·lícula. Utilitzava un sensor de 1.3 megapíxels.
La transició a formats digitals va anar ajudat per la formació dels primers estàndards JPEG i MPEG el 1988, que van permetre que els arxius d'imatge i vídeo es comprimissin per al seu emmagatzemament. La primera càmera fotogràfica dirigida a consumidors amb una pantalla de cristall líquid en la part posterior va ser la Casio QV-10 en 1995, i la primera càmera fotogràfica en utilitzar targetes de memòria CompactFlash va ser la Kodak DC-25 el 1996.

## Tecnologia i tècnica en la fotografia
- Acutància
- La càmera fotogràfica
- Enquadrament
- Exposició (fotografia)
- Fotografia química
- Fotografia digital
- Fotografia en blanc i negre
- Fotografia en color
- Il·luminació fotogràfica

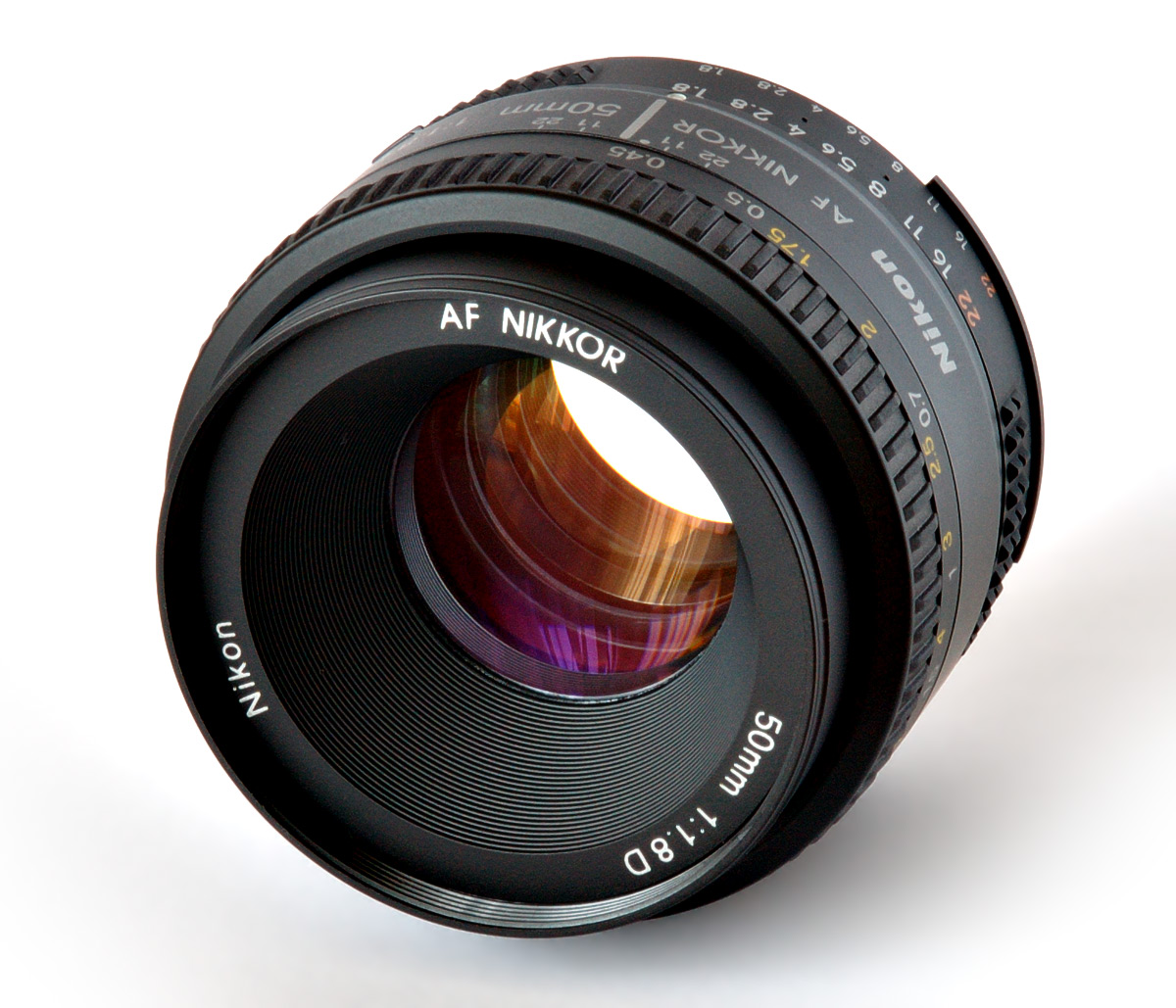
Lent Nikkor 50mm de la marca Nikon

- Revelatge de la fotografia en blanc i negre
- Revelatge de la fotografia en color

## Aplicacions científiques de la fotografia
La fotografia ha constituït des dels seus inicis un mitjà de gran utilitat en la investigació científica. Gràcies a la seva utilització en l'àmbit científic es té la possibilitat d'enregistrar fets que no poden ésser observats directament, com per exemple aquells que es desenvolupen en temps molt breus (fotografia ultrarràpida) o molt llargs (fotografia de baixa velocitat), aquells que succeeixen a escala microscòpica, aquells que afecten regions molt grans de la Terra o de l'espai (fotografia aèria, orbital, astronòmica), aquells relacionats amb radiacions no visibles per l'ull humà, etc.
Entre les més importants aplicacions de la fotografia en el camp científic destaquen la fotografia ultraràpida i estroboscòpica, la fotografia estereoscòpica, la fotografia infraroja i ultraviolada, la fotografia aèria i orbital o la fotografia astronòmica.

## Fotografia com a art
Quan els coneixements en òptica van ser suficientment avançats, els pintors descobriren la manera de projectar una imatge sobre una pel·lícula de paper amb oli. Això els permetia prendre notes ràpidament, amb el desavantatge de la inversió de la imatge i la seva mida reduïda. Això coincideix amb el creixement del realisme en la pintura.
Més endavant es descobriren tècniques usant aigua i clara d'ou que feien possible aconseguir que la imatge per si mateixa es quedés gravada en paper. Aquesta tècnica es va anar perfeccionant gràcies a la comprensió del fenomen químic implicat i a una contínua experimentació amb materials alternatius. Ben aviat va ésser possible tenir una caixa amb un paper fotosensible amagat de la llum, un canó amb el qual enfocar-la i un obturador per fer passar la llum el temps suficient perquè s'impressionés la pel·lícula.
La fotografia com a art, ciència i experiència humana foren evolucionant en paral·lel durant aquest temps. Quan va ser possible fer de la càmera un dipòsit mòbil fàcil de fer servir, aparegué la possibilitat d'influir en l'espectador mitjançant la posició de la càmera i el seu enfocament, amb la qual cosa permetien traslladar la subjectivitat del fotògraf a la fotografia, a més a més d'anar construint un llenguatge artístic.
El llenguatge fotogràfic va partir de l'herència de la pintura; nogensmenys, amplià ràpidament el seu lèxic gràcies a la facilitat per fer enquadraments extrems (picats, contrapicats, etc.), la captura del moviment amb llargs temps d'obturador i la decisió del moment. La pressió sobre el fotògraf per marcar la seva subjectivitat en la fotografia forjà un llenguatge ple de subtileses però perfectament comprensible, molt directe per a qualsevol observador.
Avui en dia la fotografia és practicada per milions de persones en tot el món amb bones càmeres fotogràfiques. Es prefereixen actualment les càmeres amb bona òptica i moltes opcions que afegeixen flexibilitat. D'altra banda, en les destinades al consumidor, l'òptica i l'obturador són dirigits per l'electrònica, traient gran part de la imprevisibilitat del fet de fer una foto. L'aparició de les càmeres digitals, càmeres mixtes amb vídeo i la fotografia en entorns de realitat virtual compliquen, enriquint, el futur d'aquest art.

## La fotografia i la societat en l'actualitat
Així com George Eastman l'any 1888 amb la seva innovació, la Kodak Brownie, una càmera fàcil de manejar i econòmica però amb bons resultats, va popularitzar la fotografia fent-la accessible a tothom; actualment, es pot parlar dels smartphones com a la Brownie de l'actualitat.
El 2007, Steve Jobs va llençar al mercat el primer iPhone i es podria dir que va iniciar així una nova era. Era un dispositiu que n'incloïa de molts altres. Era manejable, connectat a internet i permetia rebre continguts alhora que crear-ne. La càmera de la qual disposava el iPhone donava bons resultats i permetia compartir les fotografies a l'instant, donant lloc a una era on la fotografia seria un dels gran mitjans de comunicació en la societat, la fotografia com a comunicació de masses.
A partir del primer iPhone, altres marques com Sony, Samsung o LG van impulsar la iniciativa dels sistema creat per Google, anomenat Android. A poc a poc, els smartphones van anar creixent, estenent-se i fent-se presents a la societat. El 2012 ja existien mil milions de smartphones. La càmera dels smartphones s'ha convertit en una càmera universal.
Actualment, es podria agrupar la gent que fotografia en professionals, que acostumen a utilitzar càmeres reflex, i en aficionats, que utilitzen càmeres digitals més barates, tot i que aquestes estan començant a ser substituïdes pels smartphones. Malgrat aquesta divisió, tots dos comparteixen la utilització de la càmera dels smartphone.
El 2010, va tenir lloc un altre aspecte molt significatiu en la contribució de la fotografia com a comunicació de masses. Això és l'aparició de Instagram, una plataforma social per compartir fotografies i que combina la funció de càmera i la possibilitat d'agregar filtres a les fotografies per tal de potenciar-les.
Tot això ha fet que actualment la gent connectada a la xarxa i que utilitza la fotografia com a mitjà de comunicació sigui molta. Aquesta, forma part d'una col·lectivitat que rep però també participa.
La fotografia és, actualment, una pràctica incontrolada, espontània i molt fàcil de realitzar i compartir. L'accés al seu ús és lliure, senzill i immediat. Això queda reflectit en el resultat, en les fotografies. El fet que hi tingui accés qualsevol, sigui lliure i no hi hagi unes normes que marquin unes pautes, fa que la fotografia vagi seguint els gustos propis de l'època, moltes vegades lligats a l'afany de consumir.
La fotografia és accessible per a tothom, cosa que fa que hi hagi gran quantitat de fotògrafs aficionats. Això té una repercussió en una gran part de la fotografia actual. Moltes de les fotografies que es realitzen avui dia estan fetes per aficionats i captades, en molts casos, amb els smartphones. Aquestes fotografies, sovint, són fruit d'una circumstància casual i que l'atzar fa coincidir l'interès del fotògraf amb allò fotografiat. Són fotografies espontànies i moltes vegades no tenen un interès concret, uns valors o una idea artística a transmetre. No tenen una profunditat sinó que parteixen d'una superficialitat que vol ser mostrada a l'exterior.
Abans la fotografia era una cosa limitada i estava destinada a un àmbit més privat (com l'àlbum familiar, per exemple). Actualment la fotografia s'ha convertit en una cosa il·limitada i va més enllà d'un entorn familiar o conegut, constituint, potser, d'aquesta manera, un nou concepte d'intimitat.

## Influència de la intel·ligència artificial
Amb el desenvolupament de la Intel·ligència Artificial (IA), l'esser humà ha creat una eina capaç de produir increïbles imatges hiperrealistes. L'algorisme i la seva aplicació al món de la imatge genera moltes preguntes. Actualment, les IA tenen una sèrie de fallades recurrents, especialment en el detall de les mans i la seva posició, pot ajuda a identificar les fotos creades artificialment de les captades 'in situ' per una càmera. No obstant això, Què passarà el dia que la tecnologia es perfeccioni i no aconseguim distingir entre imatges veritables i falses? Bé, aquesta pregunta ara mateix no té resposta, però és un repte per a la societat i la democràcia.
Alguna de les IA que permeten crear aquestes fotografies hiperrealistes són DALL-E 2, Stable Diffusion o Midjourney.
Aquesta última he generat polèmica recentment ja que s'ha difós una imatge del Papa de Roma, Francisco, en la que hi veiem el pontífex amb un abric d'allò més modern i una cadena amb un crucifix per fora. David Holz, CEO de Midjourney, ja ha anunciat canvis després de les polèmiques per les fotos del Papa. A partir d'ara, el bot que facilitava la creació d'imatges deixarà de ser gratuït i s'ha implementat una subscripció mensual que va dels 10 als 60 dòlars.
Tot i així, la viralització d'aquesta imatge falsa ha tornat a despertar les veus d'alarma que adverteixen que aquest tipus de 'deep fakes' es poden convertir en armes perilloses en el futur. I és que aquestes imatges tan realistes poden portar a l'equívoc moltes persones i generar desinformació o, pitjor encara, informacions falses interessades amb motius polítics o ideològics.

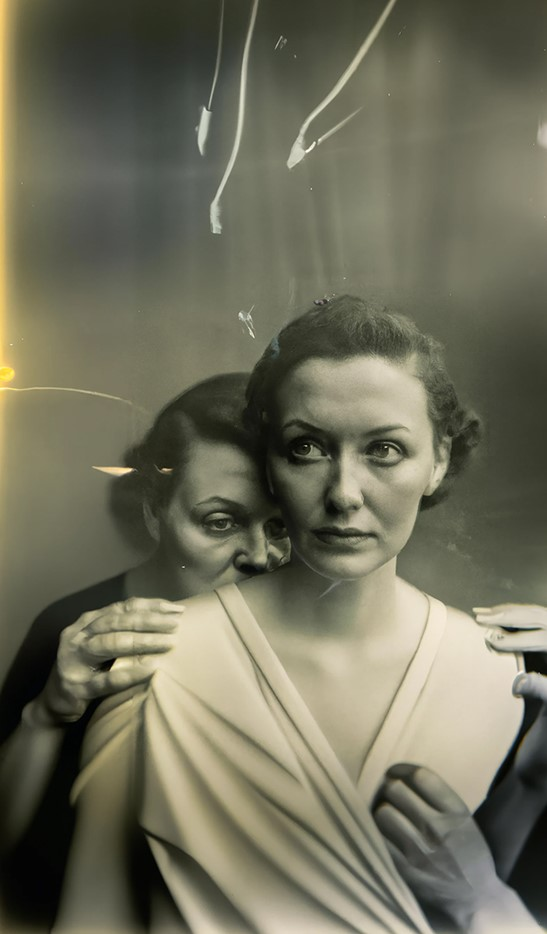
Pseudomnesia: The Electrician, - Boris Eldagsen

Una altra polèmica molt coneguda va ser l'artista berlinès Boris Eldagsen quan després d'adjudicar-se el prestigiós guardó dels Sony World Photography Awards (SWPA) i rebutjar el premi després de reconèixer que la seva obra era una provocació creada amb ajuda d'un algorisme. Eldagsen havia presentat al concurs a la categoria Creative la seva fotografia Pseudomnesia: The Electrician' del seu cicle 'Pseudomnesia, un retrat de dues dones de dues generacions que posen una darrere l'altra, la més gran amagant-se després de la més jove, realitzat com si fos una imatge antiga.
"Imatges creades amb l'ajuda d'intel·ligència artificial i fotografies no han de competir entre si en un premi com aquest", va argumentar el fotògraf alemany per explicar el rebuig del premi i denunciar la manca de control per part del jurat dels SWPA. Aquests premis figuren entre els més coneguts i prestigiosos del sector i les fotografies dels guardonats són exposades posteriorment en mostres que fan una gira mundial. Tot i això i al contrari que el periodístic World Press Photo Award, la convocatòria de Sony no té regles clares pel que fa al processament de les imatges, una circumstància que va aprofitar Eldagsen per 'colar' la seva foto trucada amb intel·ligència artificial.

### Detecció de "deep fakes"
Arrel d'això estan començant a sorgir diverses empreses com Reality Defender ofereixen serveis de detecció d'IA a les empreses previ pagament. Segons Daniela Rus, directora del Laboratori de Ciències de la Computació i Intel·ligència Artificial (CSAIL) del Massachusetts Institute of Technology (MIT), aquestes empreses estan duent a terme "sòlides investigacions" sobre mètodes com les marques d'aigua avançades. "Aquestes sofisticades tècniques estan demostrant la seva eficàcia", afegeix.
Hany Farid, professor de la Universitat de Califòrnia a Berkeley (Estats Units) especialitzat en anàlisi forense de mitjans de comunicació, afirma que els creadors d'IA haurien d'estar obligats a assegurar-se que els seus continguts porten algun tipus de marca d'aigua o empremta digital que permeti identificar-los com a generats per ordinador, sobretot després de compartir-los a Internet.
"Està molt clar el que passarà quan permets que la gent creï coses molt sofisticades d'àudio, vídeo i imatge. La gent hi farà coses dolentes", afirma. "Que aquestes empreses diguin: 'Bé, mira, no ens culpis a nosaltres. Nosaltres només fabriquem la tecnologia', no em crec aquest argument".
Ara mateix, els recursos gratuïts per identificar els mitjans generats per IA són escassos i no gaire fiables. Siwei Lyu, professor d'informàtica i enginyeria de la Universitat de Buffalo (Estats Units), i el seu equip han desenvolupat un programa web gratuït anomenat DeepFake-o-meter, però de moment no és a disposició del públic. Part del problema, segons Lyu, és que els inversors van en massa a finançar la creació d'IA, però no les contramesures. "La nostra part de la feina rep molta menys atenció. I bàsicament ens estem quedant sense recursos", afirma Lyu. A diferència dels programes que estan darrere de les falsificacions profundes, "nosaltres no generem ingressos directament, intentem evitar que la gent perdi econòmicament o sigui enganyada psicològicament." A mesura que la IA segueixi avançant, Lyu afirma que necessitarem més programes gratuïts de detecció d'IA basats a la web i altres eines que puguin revelar firmes d'IA que no són visibles a simple vista, de la mateixa manera que una màquina de raigs X revela el funcionament intern del cos. Els programes d'aquest tipus que existeixen requereixen cert grau d'experiència per utilitzar-los i no sempre són gratuïts o barats.

## Semiòtica de la fotografia
En la semiologia, un signe és una realitat que designa un altre afer real, és a dir, manté una relació entre allò que és designat el designant i allò que és representat i es divideix en tres tipus: icona, símbol i índex. Des de la difusió de la fotografia, diversos corrents de pensament han discutit sobre la categoria semiòtica en la qual s'ha d'ubicar, considerant la seva naturalesa com a signe gràfic. El semiòtic francès Philippe Dubois, en el seu llibre El acto fotográfico, divideix aquestes tendències en tres posicions epistemològiques, basant-se en autors cèlebres com Roland Barthes o Charles Sanders Peirce:
- La fotografia com espill d'allò real: accentuant la capacitat de la fotografia per reproduir amb exactitud el que es vol representar, és considerada un signe icònic.
- La fotografia com a transformació d'allò real: on es considera la fotografia com a símbol, ja que està subjecta a una sèrie de concepcions culturals.
- La fotografia com a petjada de la realitat: la fotografia és inseparable a l'acte que li ha donat la vida, va unida al seu referent mitjançant una prolongació física, és per tant, un índex. Només després de l'acte de prémer el disparador, pot arribar a adquirir semblança com a icona i sentit com a símbol, però mantenint per damunt de tot la seva qualitat inicial.

La fotografia és per naturalesa una imatge-acte que pertany a la categoria dels índexs i manté una connexió física amb el seu objecte referencial, d'on es deriven una sèrie de conseqüències: la singularitat de la imatge fotogràfica, la capacitat de testimoniatge i la designació concreta d'allò que volem plasmar. Al mateix temps, també implica unes característiques particulars només aplicables a l'índex fotogràfic: la capacitat de ser una petjada separada, plana, lluminosa i discontínua.

## Drets d'autor
El dret d'autor considera les imatges fotogràfiques amb la finalitat de tutelar les imatges de persones o aspectes, elements o fets de la vida natural o social obtingudes mitjançant l'ús d'un procediment fotogràfic o procés anàleg.
Correspon al fotògraf, exceptuant algunes qüestions relatives als relats fotogràfics, el dret exclusiu de reproducció, difusió i venda. Emperò, si l'obra ha sigut obtinguda en el marc d'un contracte d'arrendament de serveis o de treball, aquest dret exclusiu correspon al responsable de l'encàrrec contractual. La durada dels drets sobre la fotografia venen determinats per la normativa legal d'aplicació.
El dret també protegeix la privadesa del subjecte fotogràfic. De fet, està permesa la difusió de fotografies sense el permís del subjecte només en els casos de personatges públics, entenent-se com aquelles persones que per la seva feina o càrrec públic esdevenen de notorietat pública. En la resta de casos, el fotògraf titular de l'obra ha d'obtenir el permís del subjecte per a la publicació i exposició pública.

## Gèneres fotogràfics

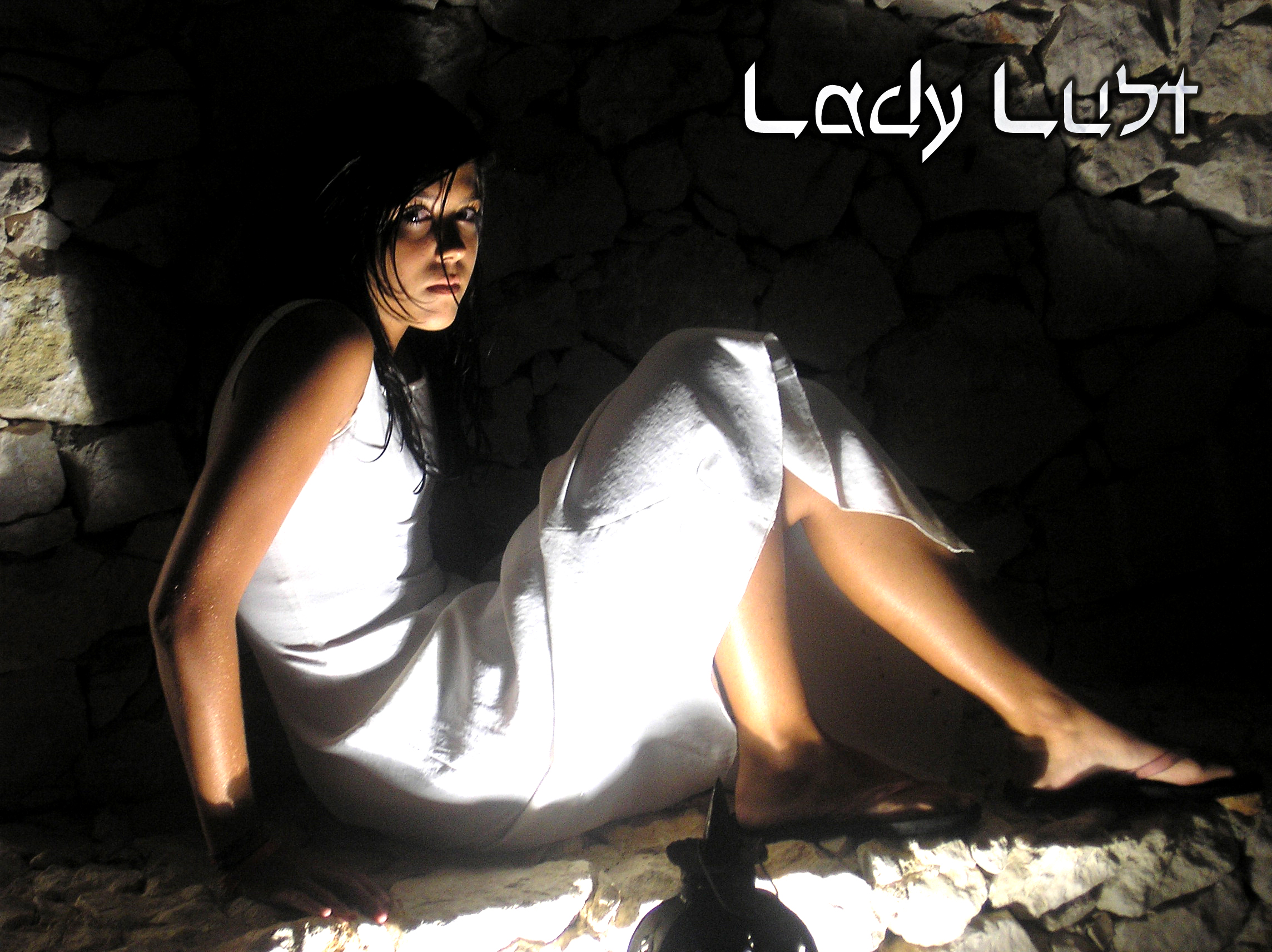
Fotografia publicitària

| - fotografia arqueològica - fotografia artística - fotografia científica - fotografia de guerra - fotografia de natura - fotografia de paisatge - fotografia de viatge - fotografia documental | - fotografia eròtica - fotografia industrial - fotografia post mortem - fotografia publicitària - fotoperiodisme - pictorialisme - retrat fotogràfic | - fotografia academicista - fotografia d'aficionats - fotografia d'arquitectura - fotografia d'avantguarda - fotografia d'esports - fotografia d'interiors - fotografia de nu - realisme fotogràfic |  |

## Plans de la fotografia
- Primer pla: s'hi visualitza la cara i el coll
- Primeríssim primer pla: s'hi visualitza una part de la cara
- Pla detall: es visualitza una part del cos. Ex: les mans, un ull...
- Pla americà: es visualitza fins als genolls
- Pla general: es visualitza una vista molt general d'un lloc. Ex: un parc
- Pla conjunt: s'hi visualitza més d'una persona

## Angles de la fotografia[33]
- Frontal: situació en què el pla de la càmera està formant un angle de 90 graus amb el terra o és paral·lel al terra. Normalment s'utilitza per a fotos informatives o explicatives.
- Picat: situació en què la càmera està situada sobre l'alçada del model o l'objecte a fotografiar i, per tant, la càmera està orientada lleugerament cap al terra. Com que es fotografia des de dalt, suggereix vulnerabilitat i inferioritat del model fotografiat.
- Contrapicat: situació inversa de l'angulació del picat. La càmera se situa en una alçada inferior dels ulls del model, per tant, la càmera està orientada cap des de baix cap a dalt. Aquest tipus d'angulació suggereix més autoritat i importància d'allò fotografiat.
- Zenital: la càmera es troba just damunt del model o objecte a fotografia, formant un angle de 90° amb el terra. Està orientada des de dalt, verticalment, el que es coneix com a "vista d'ocell".
- Nadir: és la situació inversa del pla zenital. La càmera es troba formant un angle de 90° amb el terra per sota el model o objecte, de manera que es fotografia completament per sota. La càmera s'orienta de baix cap amunt.
- Aberrant: aquesta situació consisteix en inclinar lleugerament la càmera respecte l'eix de la càmera. Aquest angle és molt impactant i transmet inestabilitat i desordre.